# Hochdonn
Hochdonn là một đô thị thuộc huyện Dithmarschen, trong bang Schleswig-Holstein, nước Đức. Đô thị Hochdonn có diện tích 5,46 km², dân số thời điểm 31 tháng 12 năm 2006 là 1280 người.